# ヤンブー
ヤンブー（アラビア語: ينبع、Yanbu）は、サウジアラビア西部、マディーナ州の都市である。人口188,430人（2004年）。ジッダの北350km、マディーナの西160kmに位置する。紅海に面した港町であり、ヤンブー・アル＝バハル（アラビア語: ينبع البحر）とはアラビア語で「海辺の泉」を意味する。サウジアラビア東部のペルシャ湾にほど近い、アブカイクから伸びるEast-West石油パイプラインの終着点であり、大規模な港と工業団地が造成され、ヨーロッパ諸国への原油輸出の拠点となっており、また石油精製や石油化学工場が立ち並ぶ工業都市となっている。
ヤンブーの歴史は2500年前までさかのぼれる。ヤンブーは、イエメンと、エジプトをはじめとする地中海世界との、スパイスや香料の中継貿易港として栄えてきた。第一次世界大戦中は、オスマン帝国に対するイギリス軍の拠点のひとつとなった。1975年、ペルシャ湾からのパイプラインが完成し、東部のアル＝ジュバイルとともにサウジの石油輸出港として整備された。
港の近くには保護された大きなさんご礁が存在し、ダイビング客などが訪れる。プリンス・アブドゥルムフセン・ビン・アブドゥルアズィーズ空港（ヤンブー空港）があり、また高速道路がマディーナや北のヨルダンやシリアと連絡している。